# ATR (항공기 제조업체)

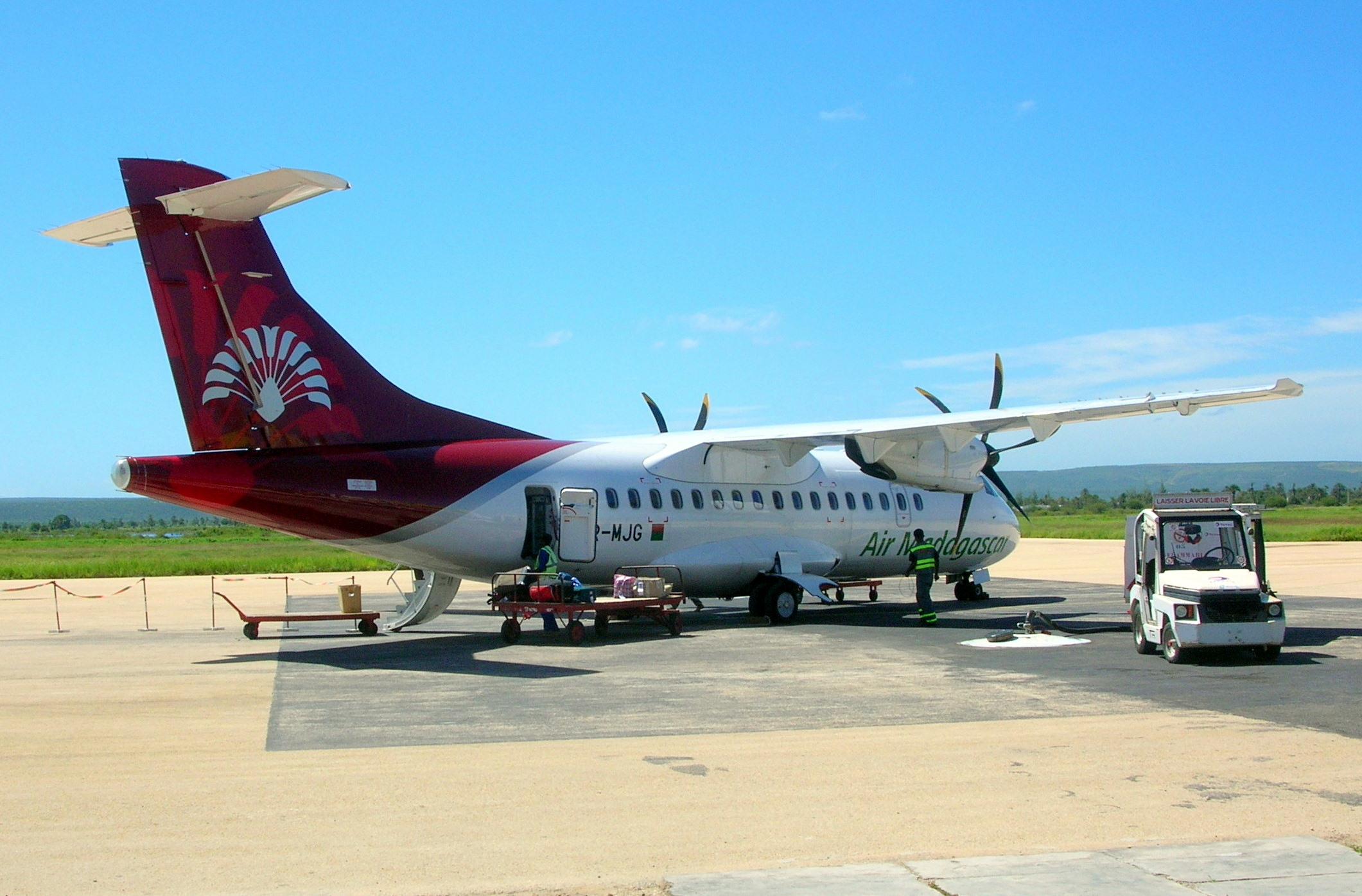
에어 마다가스카르의 ATR 42-500

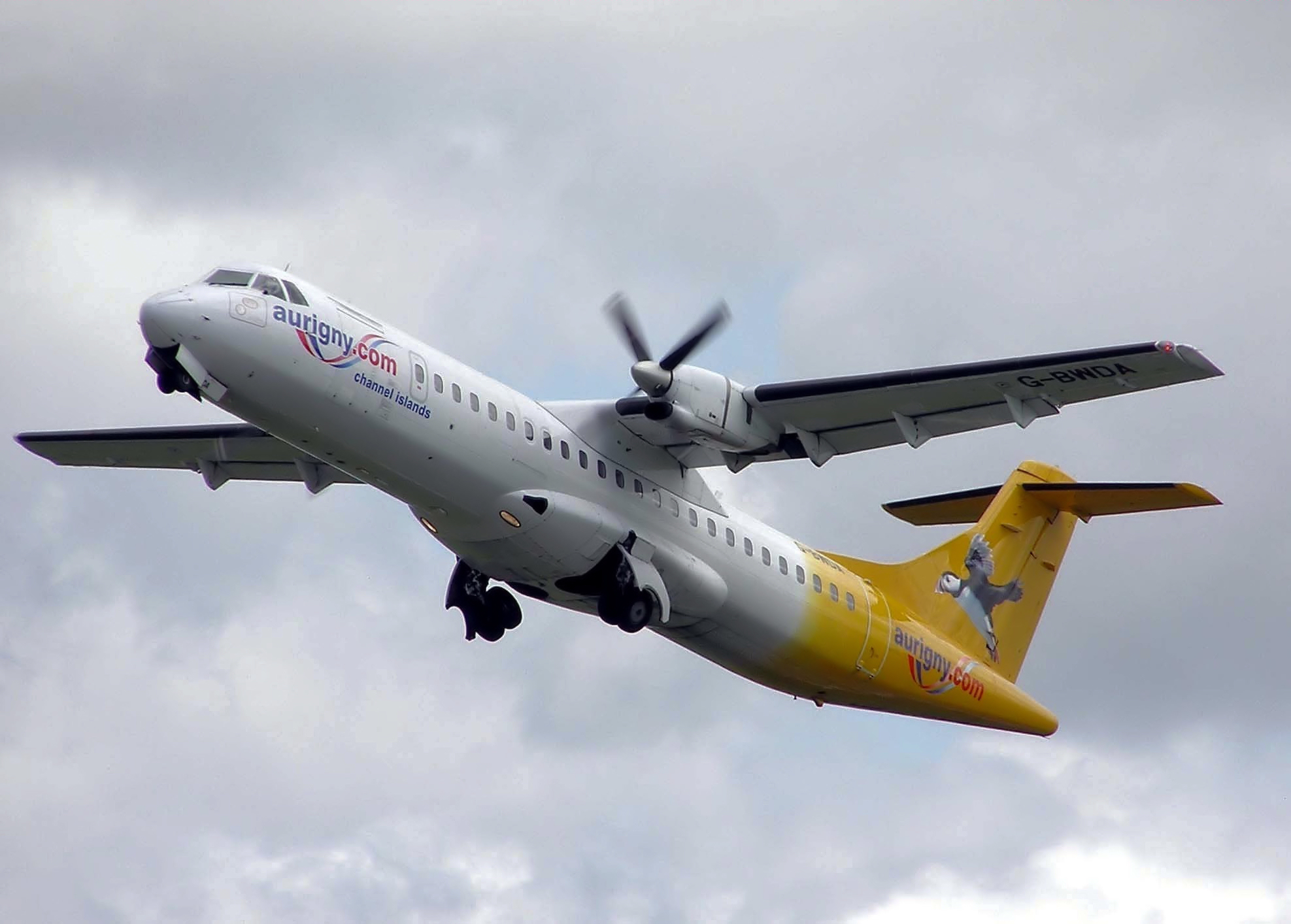
오리니 에어 서비스의 ATR 72-200

ATR은 프랑스, 이탈리아의 항공기 제조업체로 프랑스 블라냐크의 툴루즈 블라냐크 공항 부지에 본사가 있다. 프랑스의 아에로스파시알과 이탈리아의 아에리탈리아 간의 합작 회사로, 1981년에 설립됐다. 주요 생산 제품으로는 ATR 42과 ATR 72로서 다양한 세부 기종 또한 구성돼있다.

## 역사
1981년에 ATR 42의 개발을 발표하였고, 1984년 8월에 첫 취항을 하였다. 그로부터 1년 후에는 인증을 받아 판매가 시작이 되었고, 총 413대가 판매되었다. 그리고 1988년에는 ATR 42의 48개 좌석을 78개로 늘린 ATR 72가 처녀비행을 하고, 다음 해에는 판매가 시작이 되었다. 핀에어가 첫 구매 및 사용자이다. 그리고 ATR사는 좌석을 90개로 늘린 여객기를 개발하겠다고 발표하였다. 우리나라에는 하이에어가 ATR72이 운항하고 있다

## 개발 항공기
- ATR 42
- ATR 72